# 东 (电影)
《东》是2006年中国电影导演贾樟柯执导的第二部纪录片，与《无用》和《一直游到海水变蓝》并称“艺术家三部曲”。影片在中国四川奉节和泰国曼谷两地拍摄，描写长江、湄南河两岸人民的生活。电影主线是画家刘小东创作两幅油画《温床01》和《温床02》的过程。
《温床01》是刘小东在三峡水库拆迁的奉节县创作的一幅大型油画，画面上是12个裸露上身的民工中午在露天楼顶上围在一个床垫上玩扑克牌。影片还记录了刘小东去一个因事故死去的民工的家中问候的过程。这段影片和贾樟柯的电影《三峡好人》是同时套拍的。
《温床02》是刘小东在曼谷创作的一幅大型油画，画面上是12个身着现代裙装的年轻女子坐立在一个床垫周围。影片还拍摄了其中一个女模特坐公共汽车回家看电视发现泰国某地发洪水的情节。

## 获奖
- 2006年9月9日，《东》在第63届威尼斯电影节地平线单元参赛，获得由意大利艺术协会和意大利纪录片协会颁发的“2006开放奖”和纪录片奖，奖励他“在油画和社会现实之间找到了一个完美的平衡点。”[1]

## 其他
- 刘小东曾经在贾樟柯的电影《世界》中客串。
- 《温床01》、《温床02》2007年在法国巴黎的现代艺术博物馆蓬皮杜艺术中心展示[2]。